# NGC 3248
NGC 3248 é uma galáxia lenticular (S0) localizada na direcção da constelação de Leo. Possui uma declinação de +22° 50' 51" e uma ascensão recta de 10 horas, 27 minutos e 45,3 segundos.
A galáxia NGC 3248 foi descoberta em 10 de Abril de 1785 por William Herschel.